# Condado de Onondaga
O Condado de Onondaga (em inglês:  Onondaga County) é um dos 62 condados do estado americano de Nova Iorque. A sede e maior cidade do condado é Syracuse. Foi fundado em 1794.
O condado possui uma área de 2 086 km², dos quais 70,5 km² estão cobertos por água, uma população de 467 026 habitantes, e uma densidade populacional de 231,7 hab/km² (segundo o censo nacional de 2010).